# Arquidiócesis de Trivandrum
La arquidiócesis de Trivandrum (en latín: Archidioecesis Trivandrensis Latinorum y en inglés: Roman Catholic Archdiocese of Trivandrum) es una circunscripción eclesiástica de la Iglesia católica en India. Se trata de una arquidiócesis latina, sede metropolitana de la provincia eclesiástica de Trivandrum. Desde el 2 de febrero de 2022 su arzobispo es Thomas Jessayyan Netto.

## Territorio y organización
La arquidiócesis tiene 686 km² y extiende su jurisdicción sobre los fieles católicos de rito latino residentes en el estado de Kerala, en donde comprende los taluks de Thiruvananthapuram (Trivandrum) y Chirayinkeezhu (Chirayinkil) y parte del de Neyyattinkara en el distrito de Thiruvananthapuram; y una pequeña porción costera del distrito de Kanyakumari en el estado de Tamil Nadu.
La sede de la arquidiócesis se encuentra en la ciudad de Thiruvananthapuram (o Trivandrum), en donde se halla la Catedral de San José.
La arquidiócesis tiene como sufragáneas a las diócesis de: Alleppey, Neyyattinkara, Punalur y Quilon.
En 2020 en la arquidiócesis existían 90 parroquias.

## Historia
La diócesis de Trivandrum fue erigida el 1 de julio de 1937 con la bula In ora Malabarica del papa Pío XI, derivando el territorio de la diócesis de Quilon. Originalmente era sufragánea de la arquidiócesis de Verapoly.
El 29 de abril de 1955 cedió la jurisdicción sobre los fieles de rito siríaco oriental residentes en su territorio a la eparquía de Changanacherry mediante el decreto Pro fidelibus.
El 20 de mayo de 1955 mediante el decreto Per Decretum se amplió con un territorio que pertenecía a la diócesis de Cochin, pero que ya había sido administrado y gobernado por los obispos de Trivandrum desde el 19 de junio de 1952 mediante la bula Ea Redemptoris del papa Pío XII.
El 14 de junio de 1996 cedió una parte de su territorio para la erección de la diócesis de Neyyattinkara mediante la bula Ad aptius provehendum del papa Juan Pablo II.
El 3 de junio de 2004 fue elevada al rango de arquidiócesis metropolitana con la bula Sacratissimi Cordis Iesu del papa Juan Pablo II.

## Estadísticas
Según el Anuario Pontificio 2021 la arquidiócesis tenía a fines de 2020 un total de 297 121 fieles bautizados.
| Año                                                                             | Población            | Población | Población      | Sacerdotes | Sacerdotes    | Sacerdotes    | Bautizados por sacerdote | Diáconos permanentes | Religiosos | Religiosos | Parroquias |
| Año                                                                             | Bautizados católicos | Total     | % de católicos | Total      | Clero secular | Clero regular | Bautizados por sacerdote | Diáconos permanentes | Varones    | Mujeres    | Parroquias |
| ------------------------------------------------------------------------------- | -------------------- | --------- | -------------- | ---------- | ------------- | ------------- | ------------------------ | -------------------- | ---------- | ---------- | ---------- |
| 1950                                                                            | 124 385              | 1 036 659 | 12.0           | 44         | 30            | 14            | 2826                     |                      | 26         | 85         | 153        |
| 1969                                                                            | 325 000              | 2 251 273 | 14.4           | 119        | 87            | 33            | 2731                     |                      | 77         | 260        | 73         |
| 1980                                                                            | 375 250              | 2 358 800 | 15.9           | 148        | 95            | 53            | 2535                     |                      | 95         | 548        | 101        |
| 1990                                                                            | 400 000              | 2 752 000 | 14.5           | 162        | 102           | 60            | 2469                     |                      | 105        | 565        | 109        |
| 1999                                                                            | 203 262              | 1 784 867 | 11.4           | 162        | 82            | 80            | 1254                     |                      | 123        | 520        | 64         |
| 2000                                                                            | 207 262              | 1 882 867 | 11.0           | 171        | 83            | 88            | 1212                     |                      | 126        | 540        | 65         |
| 2001                                                                            | 218 212              | 2 037 817 | 10.7           | 171        | 84            | 87            | 1276                     |                      | 132        | 570        | 65         |
| 2002                                                                            | 219 212              | 2 040 317 | 10.7           | 179        | 83            | 96            | 1224                     |                      | 151        | 646        | 65         |
| 2003                                                                            | 231 244              | 1 852 482 | 12.5           | 175        | 87            | 88            | 1321                     |                      | 127        | 670        | 68         |
| 2004                                                                            | 236 894              | 1 857 112 | 12.8           | 171        | 92            | 79            | 1385                     |                      | 123        | 520        | 68         |
| 2010                                                                            | 244 488              | 2 251 800 | 10.9           | 211        | 109           | 102           | 1158                     |                      | 285        | 680        | 78         |
| 2014                                                                            | 261 220              | 2 368 000 | 11.0           | 232        | 112           | 120           | 1125                     |                      | 203        | 688        | 85         |
| 2017                                                                            | 254 397              | 2 459 650 | 10.3           | 242        | 123           | 119           | 1051                     |                      | 207        | 681        | 86         |
| 2020                                                                            | 297 121              | 2 543 100 | 11.7           | 279        | 150           | 129           | 1064                     |                      | 267        | 688        | 90         |
| Fuente: Catholic-Hierarchy, que a su vez toma los datos del Anuario Pontificio. |                      |           |                |            |               |               |                          |                      |            |            |            |

## Episcopologio
- Vincent Victor Dereere, O.C.D. † (1 de julio de 1937-1 de octubre de 1966 retirado[nota 3])
- Peter Bernard Pereira † (1 de octubre de 1966 por sucesión-13 de junio de 1978 falleció)
- Benedict Jacob Acharuparambil, O.F.M. Cap. † (3 de agosto de 1979-31 de enero de 1991 renunció)
- Maria Callist Soosa Pakiam (31 de enero de 1991 por sucesión-2 de febrero de 2022 retirado)
- Thomas Jessayyan Netto, desde el 2 de febrero de 2022